# Flashman
Flashman è un film del 1967, diretto da Mino Loy con lo pseudonimo di J. Lee Donan. È un thriller fantascientifico di produzione italo-francese, con protagonista un giustiziere mascherato parzialmente ispirato ai fumetti neri italiani del periodo.

## Trama
Il professor Philips ha inventato un siero che consente di rendersi invisibili, ma la sua invenzione viene trafugata da Kid, un gangster, che la usa per rapinare la banca d'Irlanda. Il gangster stipula un'alleanza con Alika, un'altra rapinatrice di banche, per rapire la figlia di un maharaja e ottenere un grosso riscatto. A sventare i piani dei criminali interviene Flashman, un misterioso eroe mascherato la cui identità segreta è quella del giovane lord inglese Alexei Burman, autoproclamatosi paladino della giustizia.

## Critica
(Fantafilm)